# NGC 2398-2
NGC 2398-2 is een ringvormig dwergsterrenstelsel  in het sterrenbeeld Tweelingen. Het bevindt zich in de buurt van NGC 2398-1.

## Synoniemen
- MCG 4-18-22
- ZWG 117.46
- PGC 21157